# Brachaelurus colcloughi
Brachaelurus colcloughi är en hajart som beskrevs av Ogilby 1908. Brachaelurus colcloughi ingår i släktet Brachaelurus och familjen Brachaeluridae. IUCN kategoriserar arten globalt som sårbar. Inga underarter finns listade.